# Festival Regards sur le cinéma du monde de Rouen
 (mai 2016).
Si vous disposez d'ouvrages ou d'articles de référence ou si vous connaissez des sites web de qualité traitant du thème abordé ici, merci de compléter l'article en donnant les références utiles à sa vérifiabilité et en les liant à la section « Notes et références ».
L'association « Regards sur les Cinémas d'Afrique et du Sud » a été créée en 1993 avec pour finalité la promotion de la culture des pays d'Afrique, Caraïbes et Pacifique à travers diverses activités (projection de films, forums littéraires, expositions, conférences...). 
Cette association est née de la passion d'un homme originaire d'Afrique de l'Ouest, Camille Jouhair, ancien chef d'escale pour la compagnie aérienne régionale Airlines qui décide en 1995 de se consacrer exclusivement aux cinémas d'Afrique et du Sud, peu connus en France.
À partir de 1995, Camille Jouhair crée un festival qui se déroule chaque année au mois de janvier, festival favorisant la diffusion de courts et de longs métrages et de documentaires provenant de l'hémisphère sud, dans les salles de cinéma et devient à ce titre l'occasion d'une émulation culturelle et artistique et d'une meilleure connaissance des pays du sud. 
Comme le suggère le nom de l'association, il s'agit de porter un autre regard sur ces pays par le biais du septième art et notamment sur le continent africain qui n'est pas sans posséder un patrimoine culturel et artistique qui lui est propre et que l'on se doit de défendre. 
Ce festival donne ainsi l'occasion au grand public des régions Haute-Normandie et Basse-Normandie de découvrir des films qui sont trop rarement projetés en France de même qu'il contribue à la valorisation des créations de réalisateurs africains en France auprès d'un public non averti du fait de la fermeture des portes des cinémas européens. 
La 23e édition du Festival a eu lieu du 26 janvier au 2 février 2018.

## Palmarès
- Le prix du jury : une sélection de films courts métrages, longs métrages et documentaires sont mis en compétition. Un jury professionnel est constitué afin de délibérer sur les films.
- Le prix du public : le public peut voter pour un film toutes catégories confondues.
- Le prix des collèges : après visionnage des films, les collégiens votent au sein de leur classe et accompagnés de leur professeur parmi 3 films courts métrages.
- Le prix des lycées : après visionnage des films, les lycéens votent au sein de leur classe et accompagnés de leur professeur parmi 3 films longs métrages.

### Prix du jury
- 2008 : Le Thé d'Ania de Saïd Ould-Khelifa (longs métrages), Adolfo de Sofi Delaage (courts métrages), Arlit, deuxième Paris de Idrissou Mora-Kpaï (documentaires)

### Prix du public
- 2008 : Daratt de Mahamat-Saleh Haroun (longs métrages), Adolfo de Sofi Delaage (courts métrages), Arlit, deuxième Paris de Idrissou Mora-Kpaï (documentaires)

### Prix des collèges
- 2008 : Safi, la petite mère de Raso Ganemtoré

### Prix des lycées
- 2008 : Daratt de Mahamat-Saleh Haroun